# Planeur sous-marin
Vous pouvez partager vos connaissances en l’améliorant (comment ?) selon les recommandations des projets correspondants.
Pour les articles homonymes, voir Planeur (homonymie).
Un planeur sous-marin, ou glider sous-marin ou underwater glider ou encore glider AUV, est un appareil autonome (AUV) ou semi-autonome (SAUV), de mesure en milieu aquatique - le terme glider venant de l'anglais to glide signifiant planer. Il gère sa profondeur avec un système de ballasts comparable aux sous-marins. Plongé et remontée avec une trajectoire inclinée - forcée par des ailettes ou sa forme d'aile - lui permettent d'avancer.

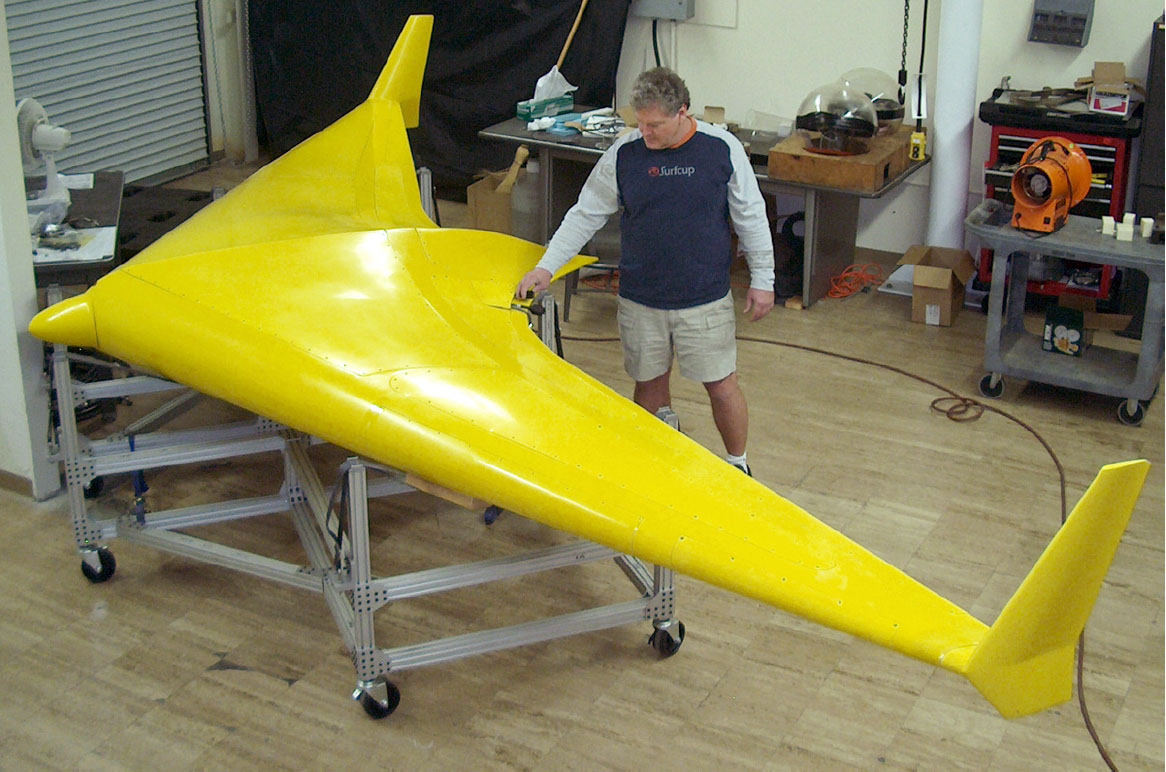
Glider à aile, bioinspiré (Liberdade XRay)

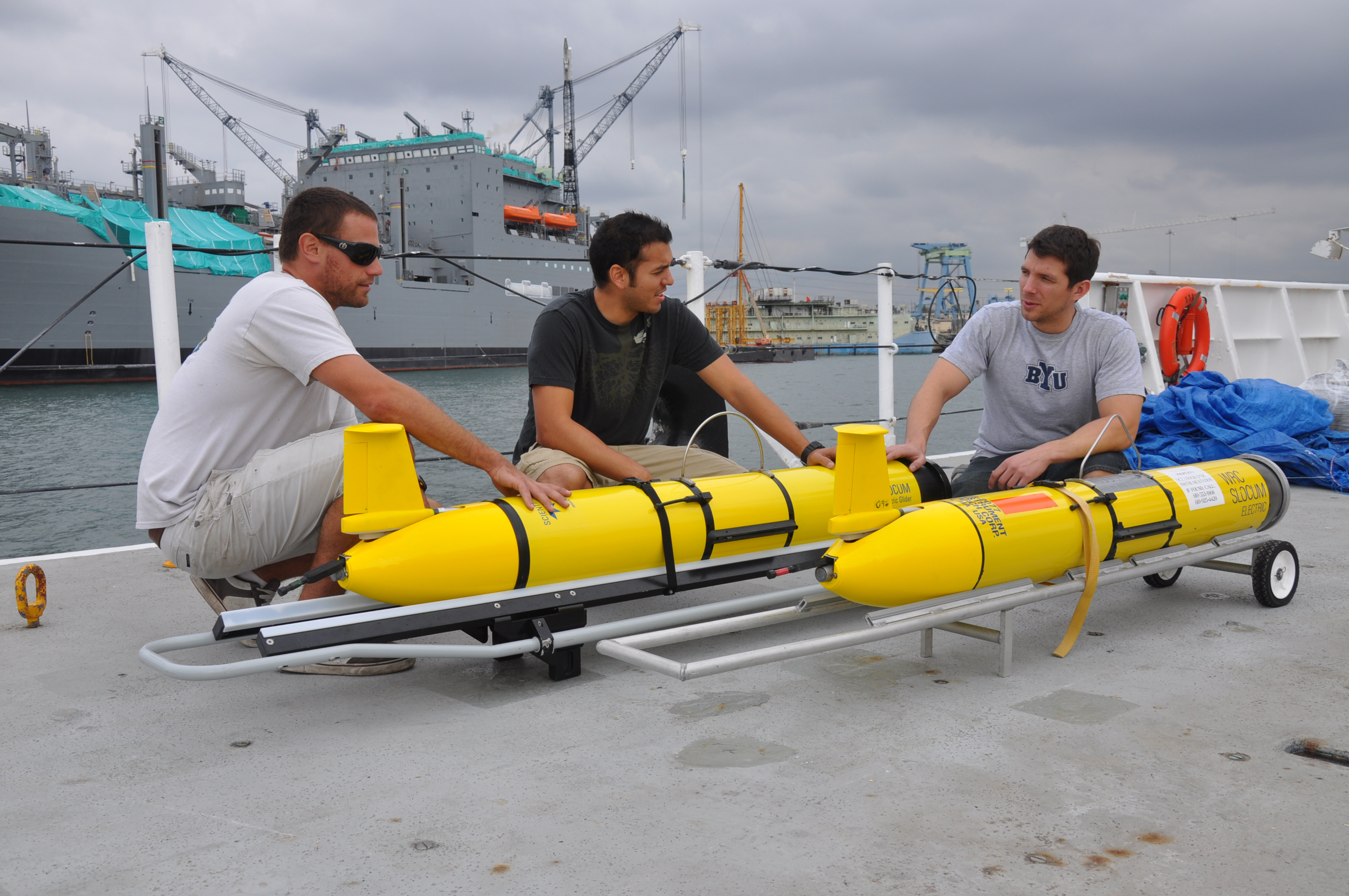
Un planeur sous-marin Slocum avant mise à l'eau.

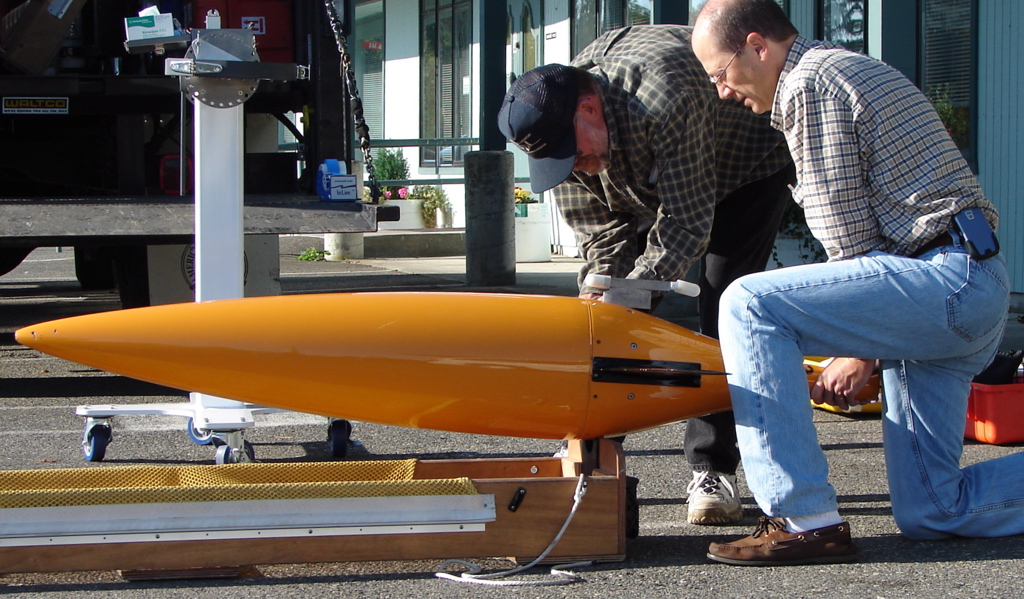
Dr Bruce Howe et Bill Felton de l'Université de Washington, prépare un planeur Seaglider en vue de le déployer

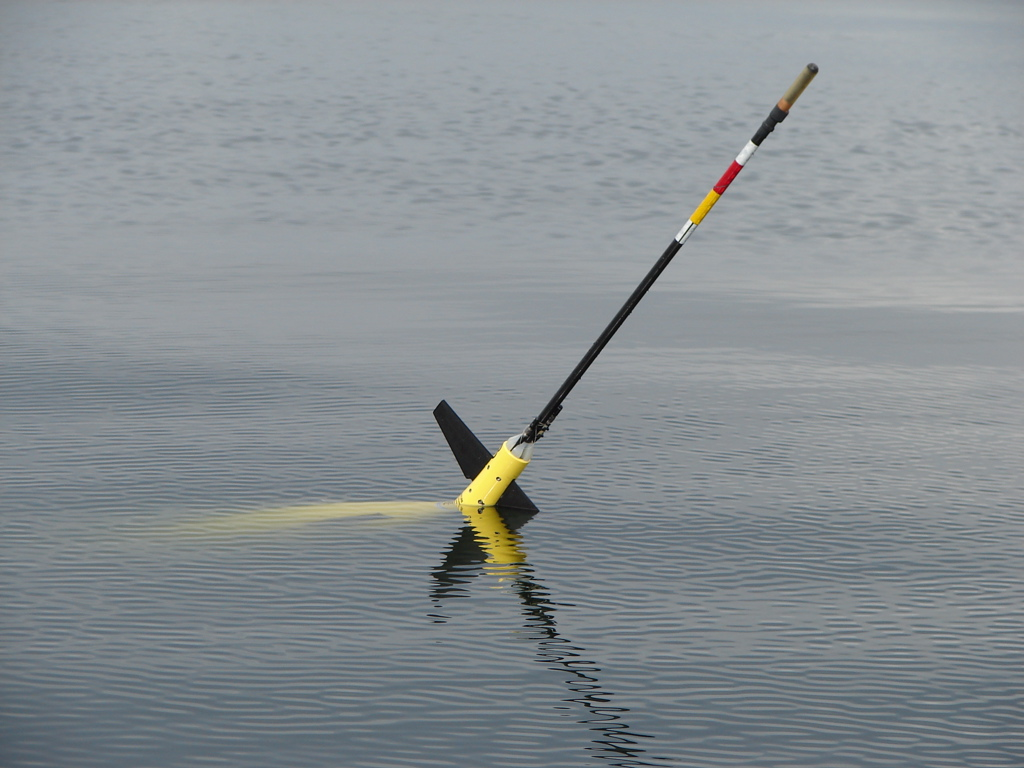
Un planeur américain Seaglider en surface entre deux plongées

## Description
La plupart des planeurs sous-marins ont une forme hydrodynamique fuselée (en torpilles) au corps cylindrique, et sont dotés d'ailerons leur permettant de planer. Certains ont une de larges ailes leur donnant une allure d'avion, d'oiseau ou de raie. Ils ne sont généralement pas équipés de moteur et d'hélice. La plongée se fait par remplissage de ballast et des ailettes orientables donnent les directions à suivre sur deux axes, pente et trajectoire. Il ne peut pas aller contre un courant trop puissant. 
Ils renferment différents capteurs adaptés aux missions qui leur sont attribuées. 
De manière générale un planeur sous-marin est doté d'un capteur de pression, un gyromètre et d'une antenne satellite. Il peut détecter les courants marins, la salinité, la température, les bruits ambiants, etc.  
En fin de mission ou lorsque cela est programmé, le planeur remonte (en remplissant progressivement ses ballasts d'un gaz ou en lâchant du lest, généralement de la grenaille de fer, ou en vidant le compartiment ballast si celui-ci est initialement rempli d'eau). Il peut alors transmettre par liaison satellite les données qu'il a récolté, poursuivre sa mission ou être récupéré en signalant son positionnement. 

## Innovations en termes de neutralisation de la flottabilité
Pour améliorer l'endurance et la stabilité des planeurs sous-marins et des engins de type Flotteur à flottabilité neutre, on cherche depuis longtemps à s'inspirer de la vessie natatoire des poissons ou, par toute autre manière, de mieux minimiser et contrôler le facteur de flottabilité pour le maintenir autour de zéro (neutralité) ; ce facteur étant défini comme le rapport de la masse de pression de la coque au déplacement non déformé ; ratio of pressure hull mass to the undeformed displacement),. 
Récemment (fin des années 2010), en utilisant une coque sphérique et en s'appuyant sur la « théorie des coques minces », sur la méthode des fonctions de pénalité (PFM) et sur un algorithme génétique à population multiple (MPGA), des chercheurs chinois de la School of Mechanical Engineering, de l'Université de Tianjin, ont mis au point une coque de pression à sphères sécantes multiples (MIS), qui améliore grandement (+ 69,69%) la compensation de flottabilité, permettant de rapprocher l'engin de la flottabilité neutre en consommant moins d'énergie (capacité de la batterie accrue de + 12,89%).

## Transmission des données
Les données peuvent être récoltées en une ou plusieurs plongées dont la durée varie de quelques minutes à plusieurs jours ou semaines voire plus. 
Les grands jeux de données doivent être transmis à un serveur ou à un opérateur quand le planeur sous-marin est en surface, car on ne dispose pas à ce jour de moyens d'envoyer un grand flux de données sous l'eau « sans fil », ce milieu étant impropre à la diffusion d'ondes moyenne et courtes.

## Inconvénients
L'inconvénient des planeurs sous-marins par rapport aux ROV (ou à des balises et capteurs embarqués sur des mammifères marins tels que phoques ou éléphants de mer) est sa faible capacité à éviter des obstacles (côtes, objets flottants, sonde bathymétrique non référencée, ou glace de mer). 

## Alternatives
Il existe aussi des engins flottants utilisant des voiles, des panneaux solaire ou l'énergie des vagues pour se déplacer en autonomie totale, et capables de faire des mesures de surface ou près de la surface, comme le Wave Glider de Liquid Robotics.

## Usage
La plupart des planeurs sous-marins sont utilisés soit pour des questions militaires, soit pour la recherche en océanographie physique. Le CNRS au travers de la Division Technique INSU s'est doté depuis 2008 d'un parc de planeurs sous-marins.
Pour les militaires, ce type de moyen permet deux sortes de récolte d'information : soit le bruit émis par des adversaires, particulièrement sous-marins, soit la caractérisation physique de la colonne d'eau. Cette dernière mesure [salinité, turbidité, température] est très importante dans la lutte sous-marine, car elle a une incidence sur la propagation du son, créant des « zones d’ombres » inaccessibles aux sonars. Les connaître est essentiel pour la lutte sous la mer. La marine française envisage d'en doter le Service hydrographique et océanographique de la Marine [SHOM], mais aussi ses navires de guerre, pour un moindre coût matériel et humain. Elle teste le SeaExplorer de l’entreprise française ALSEAMAR (1000 mètres de profondeur, une centaine de jours d'autonomie) en 2024.

### Vidéographie
- Vidéo « Underwater Drones Gather Data at Sea (Les drones sous-marins collectent des données en mer) » (New-York Times)